# Aquello que amamos
Aquello que amamos es una película en blanco y negro de Argentina dirigida por Leopoldo Torres Ríos sobre su propio guion que se estrenó el 20 de agosto de 1959 y que tuvo como protagonistas a Lautaro Murúa, Aída Luz y Ana Casares. Fue la última obra del director, que falleció el 9 de abril de 1960. Por sus interpretaciones, Lautaro Murúa fue galardonado con el Premio Cóndor de Plata al mejor actor y Aída Luz con el Premio Cóndor de Plata a la mejor actriz. 

## Sinopsis
Luego de duro trabajo un escritor logra la fama, pero recibe un duro golpe en su ámbito familiar.

## Reparto
- Lautaro Murúa …Eduardo Núñez
- Aída Luz …Alicia Núñez
- Ana Casares …La amante
- Carlos Gómez …Osvaldo
- Pablo Moret …Jorge
- María Elena Spaducci …Clarita Núñez
- Sara Rudoy …Adela
- Mario Morets …Profesor
- Oscar Orlegui …Andrés Núñez
- Luis María Galó …Luisito Núñez
- Roberto Leydet …Andrés Núñez, mayor
- Osvaldo Lagos …Médico

## Comentarios
El semanario Marcha de Montevideo dijo:

”Aunque … ha evitado la cursilería, no consiguió armar…una estructura que justificase la película, no pasa casi nada por dentro ni por fuera de los personajes…El film es difícil de elogiar o censurar.”

Jorge Miguel Couselo en Correo de la Tarde opinó:

”El mayor logro del film radica en su espontaneidad, su frescura, el equilibrio narrativo y la naturalidad de los diálogos.”